# Insula Ellis
Insula Ellis, aflată la gura de vărsare a Râului Hudson, a fost între 1892 și 1954 simbolul imigrației americane, punctul de sosire pentru mai bine de 12 milioane de oameni. Astăzi, descendenții lor (peste 100 de milioane) reprezintă peste 40% din poulația SUA. Muzeul de pe insulă descrie experiența imigranților, folosind mjloacele multimedia.